# Teófilo Stevenson
Teófilo Stevenson (Puerto Padre, 1952. március 29. – Havanna, 2012. június 11.) háromszoros olimpiai és világbajnok kubai amatőr ökölvívó, sportvezető.

## Eredményei
- 1971-ben bronzérmes a pánamerikai játékokon nehézsúlyban.
- 1972-ben olimpiai bajnok nehézsúlyban. Megkapta az olimpia legtechnikásabb ökölvívójának járó Val Barker-díjat.
- 1974-ben világbajnok nehézsúlyban.
- 1975-ben aranyérmes a pánamerikai játékokon nehézsúlyban. A döntőben a későbbi profi nehézsúlyú világbajnok amerikai Michael Dokest győzte le.
- 1976-ban olimpiai bajnok nehézsúlyban. Az elődöntőben a későbbi profi nehézsúlyú világbajnok amerikai John Tate-et győzte le.
- 1978-ban világbajnok nehézsúlyban. A negyeddöntőben a későbbi profi nehézsúlyú világbajnok amerikai Tony Tubbsot győzte le.
- 1979-ben aranyérmes a pánamerikai játékokon nehézsúlyban.
- 1980-ban olimpiai bajnok nehézsúlyban.
- 1982-ben a világbajnokságon már szupernehézsúlyban indult, de az első körben kikapott a későbbi profi nehézsúlyú világbajnok olasz Francesco Damianitól.
- 1986-ban világbajnok szupernehézsúlyban.

324 mérkőzéséből: 302 győzelem, 22 vereség.

## Érdekességek
- Apja, Teófilo Stevenson Parsons Saint Vincent és a Grenadine-szigetekről vándorolt be, míg anyja, Dolores Lawrence Kubában született Saint Kitts és Nevis-i származású szülőktől. Mivel mindkét szülője angol anyanyelvű volt, Stevenson gyerekkorától kiválóan beszélt angolul.
- Első ökölvívó-mérkőzését 14 évesen vívta, testsúlya ekkor 71 kiló volt.
- Rajta kívül csak Papp László és Félix Savón nyert három olimpiai aranyat ökölvívásban.
- Az 1984. évi nyári olimpiai játékokon a kubai versenyzők nem vettek részt, így a toronymagasan esélyes Stevenson sem indulhatott Los Angelesben. A szupernehézsúlyú bajnok végül az általa az olimpia előtt zsinórban háromszor legyőzött amerikai Tyrell Biggs lett.